# Setsu Sawagata
Setsu Sawagata, är en japansk tidigare fotbollsspelare.